# Modzele (gromada)
Modzele – dawna gromada, czyli najmniejsza jednostka podziału terytorialnego Polskiej Rzeczypospolitej Ludowej w latach 1954–1972.
Gromady, z gromadzkimi radami narodowymi (GRN) jako organami władzy najniższego stopnia na wsi, funkcjonowały od reformy reorganizującej administrację wiejską przeprowadzonej jesienią 1954 do momentu ich zniesienia z dniem 1 stycznia 1973, tym samym wypierając organizację gminną w latach 1954–1972.
Gromadę Modzele z siedzibą GRN w Modzelach utworzono – jako jedną z 8759 gromad – w powiecie grajewskim w woj. białostockim, na mocy uchwały nr 15/V WRN w Białymstoku z dnia 4 października 1954. W skład jednostki weszły obszary dotychczasowych gromad Modzele, Łosewo, Łojki, Grozimy, Brzozowo, Okół, Lipińskie i Gackie ze zniesionej gminy Białaszewo w tymże powiecie. Dla gromady ustalono 9 członków gromadzkiej rady narodowej.
31 grudnia 1959 gromadę Modzele zniesiono, włączając jej obszar do gromad Białaszewo (wsie Lipińskie, Gackie, Łojki, Grozimy, Modzele, Brzozowo i Łosewo (Łosiewo) oraz przysiółek Opartowo) i Ruda (wieś Okół).